# Neil Maddison
Neil Stanley Maddison (Darlington, 2 oktober 1969) is een Engels voormalig profvoetballer die speelde als middenvelder. In de jaren tachtig en negentig speelde hij voor Southampton en Middlesbrough. Sinds juni 2013 is Maddison werkzaam als radiocommentator voor BBC Radio in de regio Teesside.

## Clubcarrière

### Southampton
Neil Maddison begon in 1984 te voetballen bij de jeugd van Southampton. De middenvelder stroomde in 1988 door uit de eigen jeugdopleiding van The Saints. Meestal speelde Maddison als centrale middenvelder en in den beginne speelde hij samen met Glenn Cockerill en de Liverpool-coryfee Jimmy Case. Ook de latere clublegende Matthew Le Tissier was er eind jaren tachtig reeds bij. Met de club uit de Engelse havenstad was Maddison vanaf het seizoen 1992/93 actief in de Premier League, waar men veelal onderin bengelde. Hij speelde 169 competitiewedstrijden.

### Middlesbrough
In 1997 verkaste Maddison voor een bedrag van 250.000 Britse pond naar Middlesbrough uit de regio Teesside. Maddison werd door Boro twee keer uitgeleend: eerst aan Barnsley in 2000 en ten slotte aan Bristol City in 2001. Hij speelde 55 competitiewedstrijden voor Boro. In tegenstelling tot zijn periode bij Southampton was hij nooit een vaste waarde.

### Darlington
Van 2001 tot 2007 besloot Maddison zijn loopbaan bij derdeklasser Darlington, met nog eens 115 competitiewedstrijden. Maddison kreeg na zijn loopbaan een drietal keer de teugels in handen als coach ad interim bij Darlington, zoals in het najaar van 2009.